# Thiocyanate de sodium
Le thiocyanate de sodium est un composé inorganique de formule brute NaSCN et composé d'ions sodium et thiocyanate. Ce sel incolore et déliquescent est l'une des principales sources de l'anion thiocyanate. En tant que tel, il est utilisé comme précurseur pour la synthèse de produits pharmaceutiques et d'autres produits chimiques spécialisés. Il est aussi couramment utilisé en laboratoire pour tester la présence d'ions Fe3+ mis en évidence par la formation du complexe rouge sang, [Fe(NCS)(H2O)5]2+.

## Synthèse et structure
Les sels de thiocyanate sont typiquement préparés par la réaction des cyanures avec du soufre élémentaire. Ainsi en va-t-il pour NaSCN :
8 NaCN + S8 → 8 NaSCN
Le thiocyanate de sodium cristallise dans un réseau orthorhombique, groupe Pnma (no 62) avec a = 1,338(1) nm, b = 0,409(1) nm et c = 0,566(1) nm, Z = 4, c'est-à-dire quatre NaSCN par maille. Les ions SCN− sont linéaires. Chaque centre Na+ est entouré octaédriquement par de trois atomes de soufre et trois azote fournis par des anions thiocyanate et disposés avec un arrangement fac.

## Utilisation
Le thiocyanate de sodium est utilisé pour convertir des halogénures d'alkyle en les thiocyanates d'alkyle correspondants. Des réactifs analogues sont le thiocyanate d'ammonium et le thiocyanate de potassium, qui présente l'avantage d'être deux fois plus soluble dans l'eau que NaSCN. Le thiocyanate d'argent peut être aussi bien utilisé car la précipitation des halogénures d'argent qui sont insolubles simplifie les traitements de purification consécutifs. Le traitement du bromure d'isopropyle avec du thiocyanate de sodium dans une solution éthanolique chaude donne le thiocyanate d'isopropyle.
La protonation du thiocyanate de sodium donne de l'acide isothiocyanique, S=C=N–H. Cet acide est généré in situ à partir de NaSCN et permet d'ajouter aux amines organiques, un groupe fonctionnel -C(=S)-NH2 qui les transforme en dérivé de la thiourée qui sont des précurseurs utiles d'hétérocyclisations.

## Sécurité
Le thiocyanate de sodium est classé comme composé nocif en particulier par ingestion et/ou contact avec la peau. Cependant, il dégage un gaz très toxique[Lequel ?] en cas de contact avec un acide. Le potentiel cancérigène de NaSCN peut être considéré comme relativement faible.[réf. nécessaire]